# Phaenocarpa subtilistriata
Phaenocarpa subtilistriata är en stekelart som beskrevs av Papp 1969. Phaenocarpa subtilistriata ingår i släktet Phaenocarpa och familjen bracksteklar. Inga underarter finns listade i Catalogue of Life.